# 황병산
황병산(黃柄山)은 대한민국 강원특별자치도 평창군 대관령면에 있는 해발고도 1,407m인 산이다.
오대산 국립공원에 속하며 북쪽에 있는 계곡은 청학동 소금강으로 1970년에 명승제1호로 지정된 곳이다. 소금강에는 오작담(烏鵲潭)·만물상(萬物相)·구룡폭(九龍瀑)·십자소(十字沼) 등의 관광지가 있다. 또한 황병산에서 본 하늘에 뜬 흰구름은 횡계팔경(橫溪八景) 가운데 두번째 것으로 유명하다.
산 정상에서는 여름에 서늘한 기후를 이용하여 배추·무·채소 등을 재배하는 고랭지농업이 활발하다. 또 평탄한 지형을 이용하여 젖소와 산양 등을 놓아 기르는 목축업과 낙농업도 이루어진다.